# Deklaration der Unabhängigkeit Ägyptens
Die Einseitige Deklaration der ägyptischen Unabhängigkeit vom 28. Februar 1922 (englisch Unilateral Declaration of Egyptian Independence, arabisch تصريح 28 فبراير) war eine Erklärung Großbritanniens, in welcher die britische Regierung unter Premierminister David Lloyd George Ägypten unter der Herrschaft der Dynastie des Muhammad Ali die staatliche Unabhängigkeit gewährte. 

## Vorgeschichte
Bereits seit der Urabi-Bewegung von 1879 bestand in Ägypten eine starke nationalistische Bewegung, welche Ägypten von ausländischen Einflüssen befreien wollte, aber vorerst nicht die formelle Trennung vom Osmanischen Reich und damit volle staatliche Unabhängigkeit wollte, weil das die Einheit der islamischen Welt gefährdet hätte. Nach der Niederschlagung des Urabi-Aufstandes begann 1882 die Britische Herrschaft in Ägypten.
Beim Ausbruch des Ersten Weltkrieges 1914 stellte sich das Osmanische Reich auf die Seite der Mittelmächte. Die Briten nutzten die Gelegenheit und erklärten am 18. Dezember 1914 das Sultanat Ägypten zu ihrem Protektorat. Die ägyptische Nationalbewegung blieb vorerst dem osmanischen Reich loyal gegenüber und verweigerte die Zusammenarbeit mit  der britischen Kolonialmacht. Ihr Führer war dabei der abgesetzte ägyptische Vizekönig Abbas II., welcher einen Aufstand ausgerufen hatte. Mit dem Kriegseintritt der Vereinigten Staaten, der Regierungsübernahme von Fu'ād I. 1917 und der sich abzeichnenden Niederlage des Osmanischen Reiches schlugen die Nationalisten einen kompletten Richtungswechsel ein. Sie begannen die ägyptische Unabhängigkeit von Großbritannien und vom Osmanischen Reich zu fordern. Dabei wurden sie vom US-amerikanischen Präsidenten Woodrow Wilson, der die Selbstbestimmung aller Nationen proklamierte und von Sultan Fu'ād I., welcher sich um einen gemeinsamen unabhängigen Staat mit dem Sudan bemühte, beeinflusst und unterstützt.

## Zustandekommen
Nach dem Ende des Weltkrieges schlossen sich die führenden ägyptischen Nationalisten und Intellektuellen zu einer Delegation (Wafd) zusammen, um auf der Pariser Friedenskonferenz von 1919 die ägyptische Unabhängigkeit zu fordern. Der Delegation wurde aber die Ausreise verwehrt und deren Mitglieder im März 1919 nach Malta deportiert.
Die Deportationen lösten einen landesweiten Volksaufstand aus, an dem sich Menschen aus allen sozialen Schichten des Landes beteiligten. Die Niederschlagung kostete hunderte Menschen das Leben und diskreditierte Großbritannien bei den Ägyptern und international. London war danach gezwungen, die Truppenpräsenz in Ägypten und im Sudan zu erhöhen, hatte jedoch danach vermehrt mit Protesten und Revolten zu kämpfen. Letztendlich mussten die Briten die ägyptische Delegation ausreisen lassen. Jedoch war bei deren Ankunft Ägypten bereits als britisches Protektorat anerkannt worden.
Im November 1919 entsandten die Briten eine Kommission unter der Leitung von Alfred Milner nach Ägypten, um zu versuchen, die angespannte Situation aufzuklären. Im Jahr 1920 legte Milner seinen Lagebericht dem britischen Außenminister George Curzon vor und empfahl ihm, das Protektorat abzuschaffen und ein britisch-ägyptisches Militärbündnis zu begründen. Curzon stimmte zu und lud eine ägyptische Delegation unter der Leitung von Saad Zaghlul und Adli Yakan Pascha nach London ein. Die Delegation handelte bis zum August 1920 einen Vertrag aus, der Ägypten in die weitgehende Unabhängigkeit von Großbritannien bringen sollte. Im Februar 1921 genehmigte das britische Parlament die Vereinbarung. Im Juni 1921 wurde Ägypten mit dem Sudan die Souveränität als Staat zuerkannt.

## Inhalt
Die Deklaration über die Unabhängigkeit Ägyptens wurde am 28. Februar 1922 unterzeichnet. Durch diese Erklärung entließ Großbritannien das Sultanat Ägypten in die staatliche Unabhängigkeit, behielt aber wichtige Rechte, die die Souveränität Ägyptens einschränkten.
Der Vertrag beinhaltete folgende (wichtige) Punkte:
- Die Beendigung des britischen Protektorates über Ägypten und die Anerkennung als souveräner Staat.
- Die Beendigung des Kriegsrechts, welches seit dem 24. November 1914 herrschte.
- Das Recht Großbritanniens, ein Wegerecht für britische Truppen in Ägypten zu besitzen.
- Das Recht Großbritanniens, Ägypten gegen jede Aggression oder Eingriffe von außen zu verteidigen.
- Das Recht Großbritanniens, die ausländische Interessen in Ägypten und die europäischen Minderheiten zu schützen.
- Das Recht Großbritanniens, weiterhin im Sudan Truppen zu stationieren. Im Gegenzug Anerkennung der ägyptischen Ansprüche auf das Gebiet.
- Das Recht Großbritanniens, die ägyptische Außenpolitik mitzubestimmen
- Das Recht Großbritanniens, Truppen in Ägypten zu stationieren.

Durch die sogenannten Reservatrechte Großbritanniens blieb die ägyptische Unabhängigkeit teilweise eingeschränkt. Zudem konnte Großbritannien durch seine Truppenpräsenz im Lande jederzeit in die innenpolitischen Angelegenheiten Ägyptens intervenieren. Auch der Aufbau der ägyptischen Armee wurde dadurch behindert.

## Folgen
Ägypten erlangte mit dem Vertrag nach 2000 Jahren mehrerer Fremdherrschaften wieder seine Unabhängigkeit zurück und wurde zu einem der ersten unabhängigen Staaten Afrikas. Die neue Unabhängigkeit sahen viele aber als nicht vollkommen an. Dennoch begann vor allem die ägyptische Elite um Fu'ād I., welcher sich am 15. März 1922 zum König von Ägypten und des Sudan proklamierte, mit dem Aufbau eines neuen unabhängigen Staatswesens. 1923 wurde eine fortschrittliche und liberale Verfassung erlassen und im Januar 1924 fanden die ersten Parlamentswahlen statt. Sie brachten die neue Wafd-Partei unter Saad Zaghlul an die Macht. Infolgedessen gelang es durch eine rasante wirtschaftliche Modernisierung und den Aufbau einer effizienten Verwaltung, Ägypten langfristig zu stabilisieren. Das Königreich Ägypten beerbte damit faktisch das 1922 untergegangene Osmanische Reich als Führungsmacht in der arabischen und islamischen Welt und wurde zum Vorbild für viele später unabhängig werdende Staaten in der Region.
Im November 1924 erschütterte ein Aufstand im Sudan den neuen Status. Als Folge konnte Ägypten sich zwar mehr dem britischen Einfluss entziehen und begann eine eigene Außen- und Militärpolitik zu betreiben, musste aber gleichzeitig im Sudan auf wichtige Rechte verzichten. So wurden Teile des Vertrags von 1922 von beiden Seiten nicht erfüllt. 
Die britische Erklärung der Unabhängigkeit Ägyptens wurde 1936 vom Anglo-Ägyptischen Vertrag abgelöst.